# Michajło Potok

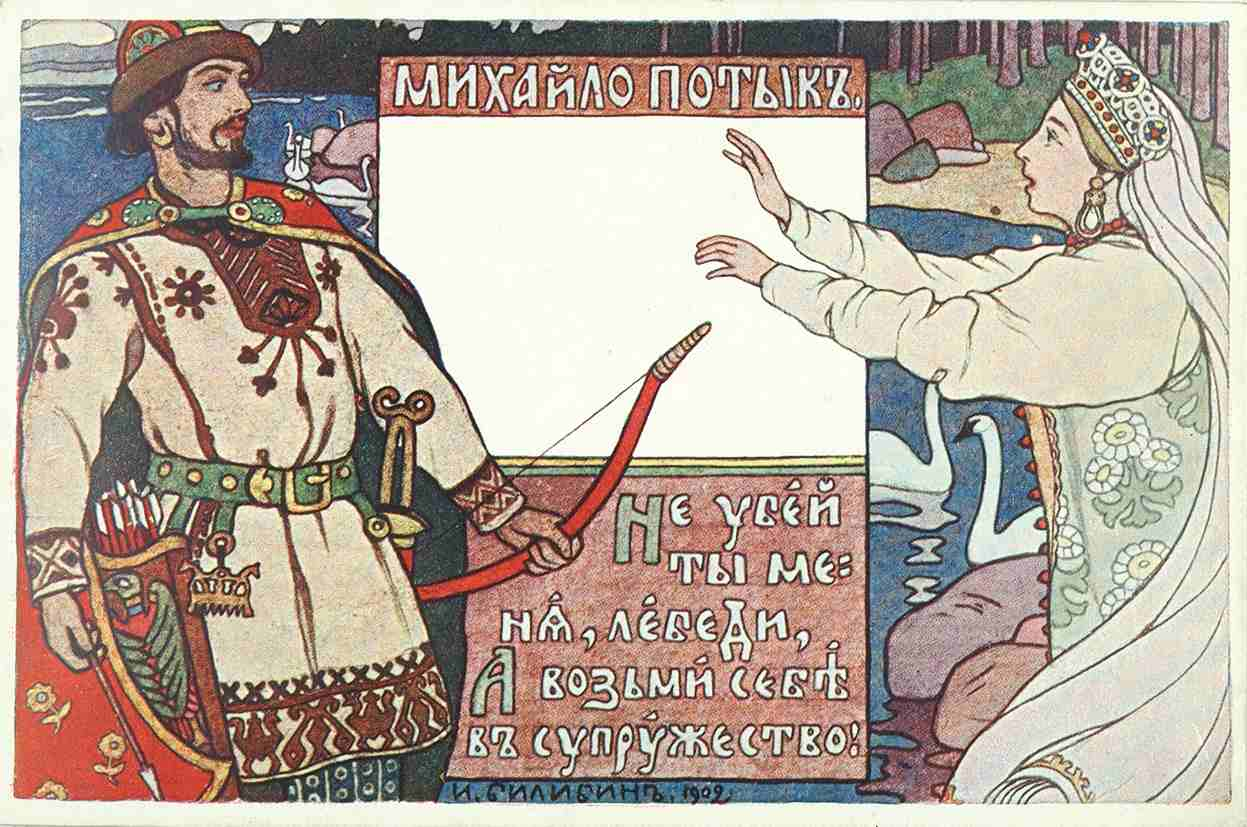
Pocztówka przedstawiająca Michajło Potoka

Michajło Potok – mitologiczny bohater ruskich bylin.
Michajło poślubił pogańską księżniczkę Marię Białą Łabędzicę (Awdotię Lichodiejewną), posiadającą zdolność przybierania ptasiej postaci. Postawił żonie dwa warunki - zgodę na jej chrzest i wspólny pogrzeb bez względu na to, które z nich pierwsze umrze. Pierwsza umarła Maria, wobec czego Michajło dał się z nią pogrzebać, zabierając ze sobą do grobu zapas jedzenia na trzy lata i kleszcze. Pod ziemią stoczył walkę ze żmiją, pokonując ją swoimi kleszczami, a następnie zmusił ją do przyniesienia wody. Wskrzesił żonę i razem powrócili do świata żywych.
Niedługo potem kraj został najechany przez króla Iwana Okulewicza. Maria zdradziła małżonka i uciekła z Iwanem. Michajło trzykrotnie wyprawiał się po żonę i trzykrotnie ponosił klęskę oszukany przez nią - za pierwszym razem napoiła męża zaczarowanym winem i pogrzebała, za drugim razem zamieniła go w kamień, za trzecim razem przybiła go czterema gwoździami do miejskich murów. Michajła uratowała siostra Iwana Okulewicza, Anastazja. Oswobodzony Michajło ściął niewierną żonę i poślubił Anastazję.